# Tipula nipponensis
Tipula nipponensis är en tvåvingeart som beskrevs av Alexander 1914. Tipula nipponensis ingår i släktet Tipula och familjen storharkrankar. Inga underarter finns listade i Catalogue of Life.